# Il Sano
Il Sano je minerální voda čerpaná v oblasti Mariánských Lázní v Česku.

## Popis pramene a dějiny jeho využívání
Tradici využívání minerálních vod vyvěrajících v údolí Kosího potoka k léčebným účelům započal premonstrátský klášter v Teplé založený v roce 1193.  Vydatnému zdroji přírodní železnaté kyselky dali premonstráti pro jeho léčivé účinky název Il Sano (v překladu znamená „zdraví“). Přírodní minerální voda Il Sano vyvěrá ze starého zřídla v Mariánskolázeňském zlomu z hloubky téměř 60 m.
Tato minerální voda je charakterizována jako přírodní železitá kyselka hydrogenuhličitano-hořečnato-vápenatého typu, obsahující řadu cenných minerálů.
Pramen se nachází v Dolním Kramolíně v Mariánskolázeňské zřídelní oblasti. Po roce 1945 nebyl pramen využíván. V roce 1968 zahájil rodinný pivovar Chodovar v Chodové Plané výrobu nealkoholického nápoje Il Sano Speciál, připraveného z této minerální vody ochucené ovocno-bylinným sirupem. Il Sano  se poprvé objevilo na výstavě EX Plzeň 1968, kde získalo ocenění ZLATÝ POHÁR.
Po deseti letech, v roce 1978, kdy v tomto regionu docházelo k oddělování výroby nealkoholických nápojů od výroby piva, byla produkce zastavena. V roce 1996 bylo obnoveno stáčení Il Sana  z nově vybudovaného Vrtu HJ-1, z něhož je přiváděno potrubím do Chodovaru v Chodové Plané, kde je stáčeno. Rozhodnutím ministerstva zdravotnictví byl udělen souhlas jeho využívání jako doplněk stravy – zdroj železa. 0,5 l nápoje obsahuje  doporučenou denní dávku železa. Nápoj není vhodný pro děti do 3 let. Il Sano  také tvoří základ koupele v populárních Pravých pivních lázních Chodovaru.

## Výtah z chemické analýzy
RL PLZ ČR Karlovy Vary 2009

Celkový obsah rozpustných pevných součástí: 564 mg/l
- Kationty (mg/l): Na+ – 26,5; K+ – 4,1; Mg2+ – 54,5; Ca2+ – 70,9; Mn2+ – 1,02; Fe2+ – 38,5
- Anionty (mg/l): F– – 0,12; Cl– – 13,3; SO42– – 56,6; H2SiO3 – 98,5; HCO3– – 534; NO3– – 0,06